# 根津愛
根津 愛（ねつ あい）は、愛川晶の推理小説の短編・長編諸作品に登場する架空の女性。

## 人物像
仙台市内の女子高校に通う2年生（16歳）で正統派の美少女。宮城県警きっての敏腕刑事であった父・根津信三の代理として事件に首を突っ込むことから美少女代理探偵と呼ばれる。
短編『一円切手四枚の謎』で初登場。リレー推理小説『堕天使殺人事件』で再登場してから『夜宴』で長編デビュー。持ち前の推理力を武器にゾンビ、吸血鬼、トレパネーターなどを相手にしている。
バーチャファイターにはまって以来合気道を習いはじめ師範代代理を務められるほどの達人。料理も上手い。推理するときには三つ編みにした髪を頭の上で纏める。推理力抜群で話を聞いただけで解決してしまう事もしばしば。人の命を重んじる反面、人を見下しバカにする様な描写もある。
また、かつての父の部下でもあった宮城県警黒岩警察署刑事課の桐野義太刑事（35歳）は彼女にぞっこん。
なお、モデルは作者のかつての同僚の娘で、この女性は短編を収めた単行本『根津愛（代理）探偵事務所』の表紙写真のモデルとなっている。

## 登場作品

### 短編
- 一円切手四枚の謎
- だって冷え性なんだモン！
- カレーライスは知っていた
- コロッケ殺人事件

など

### 長編
- 堕天使殺人事件
- 夜宴－美少女代理探偵の殺人ファイル－
- 巫女の館の密室
- ダイニング・メッセージ
- 網にかかった悪夢
- ベートスンの鐘楼